# James McKeen Cattell
Ne doit pas être confondu avec Raymond Cattell.
James McKeen Cattell (25 mai 1860 - 20 janvier 1944) a été le premier professeur en psychologie des États-Unis à l'université de Pennsylvanie ainsi qu'un auteur et éditeur de journaux scientifiques dont le plus célèbre fut Science Journal.
Au début de sa carrière, les scientifiques voyaient la psychologie comme une science mineure voire une pseudoscience comme la phrénologie. C'est probablement Cattell qui parmi ses contemporains amena cette science à la légitimité et à une richesse d'études académiques supérieures. Au moment de sa mort, le New York Times lui rendit même hommage. Il est également célèbre pour ses positions sans concessions contre le déploiement américain lors de la Première Guerre mondiale ce qui l'amena à démissionner de son poste à l'université Columbia.
Il collabora également un temps avec Francis Galton dont il partageait beaucoup d'opinions.

## Carrière académique
Après avoir terminé son doctorat avec Wilhelm Wundt en Allemagne en 1886, Cattell obtient un poste d'assistant à l'Université de Cambridge en Angleterre et devint un résident au St John's College. Il commence déjà à effectuer des visites aux États-Unis où il effectua des lectures au Bryn Mawr College et à l'université de Pennsylvanie qu'il rejoignit en 1891 comme professeur de philosophie puis partit pour l'université Columbia ou il devint directeur du département de psychologie, anthropologie et philosophie. Il devint président de l'Association américaine de psychologie en 1895.
Il travailla essentiellement à rationaliser les éléments d'analyse de la psychologie et à démontrer leur aspect mesurable. Il emmena également aux États-Unis les méthodes de Wilhelm Wundt et de Francis Galton permettant le lancement de programmes de tests mentaux aux États-Unis. Il finança également la création de la Psychological Corporation, l'une des plus grandes firmes de tests aux États-Unis.

## Tests mentaux
Les recherches de Cattell sur les différences individuelles ont joué un rôle important dans l'introduction et la mise en valeur de la technique expérimentale et de l'importance de la méthodologie dans l'expérimentation en Amérique. Selon lui, « la psychologie ne peut atteindre la certitude et la précision des sciences physiques, si elle n’est fondée sur l’expérience et la mesure. On pourrait faire un pas dans cette direction en appliquant des séries de mesures et de tests mentaux à un grand nombre d’individus. Les résultats de telles démarches auraient une valeur scientifique considérable elles permettraient de découvrir les constances des processus mentaux, leurs variations dans différentes circonstances. De plus, les individus trouveraient le testing intéressant et peut-être utile par rapport à leur éducation, leur mode de vie ou pour dépister des maladies. » La conception des tests mentaux de Cattell a été influencée par la définition de la psychologie de Wundt en ce qui concerne les réalisations de la psychophysique et par le point de vue de Galton sur l'importance des sens pour le jugement et l'intelligence. Concernant les débuts de ses tests mentaux, à Leipzig, Cattell a commencé de manière indépendante à mesurer les « processus mentaux simples » Entre 1883 et 1886, influencé par Francis Galton, Cattell a publié neuf articles sur les taux de temps de réaction humaine et les différences individuelles. En tant que professeur à l'Université de Pennsylvanie, Cattell a administré une batterie de dix tests à des étudiants volontaires et a introduit pour la première fois le terme « tests mentaux » comme terme général pour son ensemble de tests qui comprenaient des mesures de sensation, en utilisant des poids pour déterminer les différences à peine perceptibles, le temps de réaction, la durée de la mémoire humaine et la vitesse de mouvement. Il existe deux types de perspectives sur la mesure de l'intelligence : 1.) Dérivées d'Aristote qui affirme que c'est seulement par l'identification de l'intelligence que sa mesure devient possible, l'identification n'implique pas nécessairement une définition. 2.) Toute mesure est basée sur comparaison, et différentes bases de comparaison sont possibles,.
Quand Cattell a déménagé à l'Université de Columbia, la batterie de tests est devenue obligatoire pour tous les étudiants de première année. Cattell croyait que ses tests mentaux mesuraient l'intelligence ; cependant, en 1901, Clark Wissler, un étudiant de Cattell, démontra qu'il n'y avait aucune relation statistique entre les résultats aux tests de Cattell et les résultats scolaires. Les tests ont finalement été rendus inutiles avec le développement des mesures d’intelligence d’Alfred Binet,.

## Théorie de la personnalité
En cherchant à identifier les traits de personnalité des individus à partir d’un ensemble de mots décrivant la personnalité, il en conclu 16 traits de personnalité censés former la base des comportements apparents. (A) Cordialité ; (B) Raisonnement ; (C) Stabilité émotionnelle ; (E) Dominance ; (F) Vivacité ; (G) Conscience et respect des conventions ; (H) Assurance en société ; (I) Sensibilité ; (L) Vigilance ; (M) Imagination ; (N) Intériorisation ; (O) Inquiétude ; (Q1) Ouverture au changement ; (Q2) Autonomie à l'égard du groupe ; (Q3) Perfectionnisme ; (Q4) Tension.

## Journalisme
Cattell a également activement participé à des publications scientifiques, et même, il a fini par s'occuper d'édition plus que de recherche. Il a fondé en 1894  la Psychological Review avec James Mark Baldwin, et il a acquis la revue Science dont il a fait la publication officielle de l'Association américaine pour l'avancement des sciences de 1895 à 1900. Il a également fondé le mensuel Sciences populaires en 1904, et le  Scientific Monthly en 1915.